# Vitbukig kutia
Vitbukig kutia (Cutia nipalensis) är en asiatisk fågel i familjen fnittertrastar inom ordningen tättingar.

## Utseende
Vitbukig kutia är en 17–19 cm lång, satt och kortstjärtad fnittertrast med grå hjässa, mörk ögonmask, kastanjebrun ovansida och kraftig svart bandning på flankerna. Honan är streckad eller fläckad på manteln.

## Utbredning och systematik
Vitbukig kutia delas in i tre underarter med följande utbredning:
- Cutia nipalensis nipalensis – Nepal till östra Assam, västra Myanmar, södra Sichuan och nordvästra Yunnan
- Cutia nipalensis melanchima – östra Myanmar till södra Yunnan, nordvästra Thailand, norra Laos och nordvästra Tonkin
- Cutia nipalensis cervinicrissa – höglänta områden på Malackahalvön (södra Perak till södra Selangor)

Tidigare behandlades vietnamesisk kutia (Cutia legalleni) som underart till vitbukig kutia, då med det svenska trivialnamnet enbart kutia.

## Levnadssätt
Vitbukig kutia hittas i städsegrön lövskog, där den föredrar mossrika områden med mycket epifyter. Den kan också ses i blandad ek- och tallskog. I Indien påträffas den på 1200–2800 meters höjd, 1200–1500 meter i Sydostasien och upp till 3000 meter i Kina. Den lever av insekter, insektslarver, sniglar, frön och bär. Den födosöker rätt långsamt utmed trädstammar och grenar som en nötväcka. Utanför häckningstid ses den i grupper med upp till tolv fåglar och kan även deltaga i artblandade flockar.

### Häckning
Fågeln häckar i april och maj i Bhutan, maj och juni i Nepal och mars–juni i Sydostasien. Den bygger ett öppet skålformat bo av tallbarr och mossa som placeras på en tallgren längst in mot stammen, mellan tre och 3,5 meter ovan mark. Ibland har bon påträffats upp till 20 meter upp i ett lövträd.

## Status och hot
Arten har ett stort utbredningsområde, men tros minska i antal, dock inte tillräckligt kraftigt för att den ska betraktas som hotad. Internationella naturvårdsunionen IUCN listar arten som livskraftig (LC). Världspopulationen har inte uppskattats men den beskrivs som sparsam till lokalt förekommande.

## Namn
Kutia och släktesnamnet Cutia kommer från nepalesiskans Khutya för arten.